# دوشان بانتيليتش
دوشان بانتيليتش (بالسيريلية الصربية: Душан Пантелић) هو لاعب كرة قدم صربي في مركز الوسط، ولد في 15 أبريل 1993 في كراغوييفاتس في صربيا. لعب مع راد بيوغراد ونابريداك كروشيفاتس.

## وصلات خارجية
- دوشان بانتيليتش على موقع قاعدة بيانات كرة القدم.إي يو (الإنجليزية)
- دوشان بانتيليتش على موقع Soccerbase.com (لاعب) (الإنجليزية)
- دوشان بانتيليتش على موقع Soccerway.com (الإنجليزية)
- دوشان بانتيليتش على موقع عالم كرة القدم.نت (الإنجليزية)